# كارولين ريبيرو
كارولين ريبيرو (بالبرتغالية: Caroline Ribeiro‏) (مواليد 20 سبتمبر 1979 في بيليم، بارا، البرازيل) عارضة أزياء برازيلية، ظهرت على أغلفة المجلات مثل فوغ بالنسخة الإيطالية، فوغ الفرنسية وهاربرز بازار.

## روابط خارجية
- كارولين ريبيرو على موقع IMDb (الإنجليزية)
- كارولين ريبيرو على موقع قاعدة بيانات الفيلم (الإنجليزية)
- كارولين ريبيرو على موقع كينوبويسك (الروسية)
- كارولين ريبيرو على موقع دليل عارضات الأزياء (الإنجليزية)